# Maxillaria callichroma
Maxillaria callichroma är en orkidéart som beskrevs av Heinrich Gustav Reichenbach. Maxillaria callichroma ingår i släktet Maxillaria och familjen orkidéer. Inga underarter finns listade i Catalogue of Life.